# Crispendorf
Crispendorf é uma localidade e antigo município da Alemanha localizado no distrito de Saale-Orla, estado de Turíngia. Desde janeiro de 2019, forma parte do município de Schleiz.
Pertencia ao Verwaltungsgemeinschaft de Ranis-Ziegenrück.